# Terry Paine
Terence Lionel Paine (Winchester, 1939. március 23. –) világbajnok angol válogatott labdarúgó.
Az angol válogatott tagjaként részt vett az 1966-os világbajnokságon.

## Sikerei, díjai
Anglia
- Világbajnok (1): 1966